# Luan e Vanessa
Luan e Vanessa foi uma dupla musical brasileira formada em 1990 pelo casal Luciano Chaves D'Carvalho, sob o apelido de Luan (12 de abril de 1972), e Vanessa Camargo Delduque de Carvalho (20 de junho de 1974). Se tornaram célebres pela música "Quatro Semanas de Amor", trilha sonora da telenovela Gente Fina, da TV Globo.

## Carreira
Após fazer parte do grupo infantil Trem da Alegria, Vanessa Delduque conheceu Luciano Chaves – que tinha o apelido de Luan – e juntos decidiram formar uma dupla em 1990. A música "Quatro Semanas de Amor" (uma versão em português da música "Sealed with a Kiss") se tornou um grande sucesso naquele ano e ficou entre as 100 músicas mais tocadas do ano no Brasil e na trilha sonora da novela Gente Fina. 

### Fim da dupla e Cantores de Deus
Em 1992, decidiram finalizar a dupla e no final dos anos 90 integraram o grupo de música católica Cantores de Deus com mais três amigas. No grupo, lançaram quatro álbuns: Em verso e em canção (1998), o espanhol En Verso Y En Canción (1999), Iguais (2000) e De Olho no Mundo. Em 2003, Luan e Vanessa deixaram o grupo e mudaram-se para McAllen, nos Estados Unidos, onde montaram a produtora de música Gospa Studios – focada em todo tipo de religião.

## Vida pessoal
Vanessa e Luan se casaram em 1997. Eles têm um filho chamado Gabriel, nascido em Nova York no dia 13 de julho de 2005 e também Clara, nascida em 24 de julho de 2010.

## Discografia

### Álbuns de estúdio
| Álbum          | Detalhes                                                          |
| -------------- | ----------------------------------------------------------------- |
| Luan e Vanessa | - Lançamento: 28 de março de 1990 - Formatos: LP - Gravadora: BMG |

### Singles
| Ano  | Título                   | Álbum          |
| ---- | ------------------------ | -------------- |
| 1990 | "Quatro Semanas de Amor" | Luan e Vanessa |
| 1990 | "Cenas de Ciúme"         | Luan e Vanessa |
| 1991 | "Segredo"                | Luan e Vanessa |